# Luxemburgs Amateur Kampioenschap
Het Internationaal Amateur Kampioenschap Luxemburg is een strokeplay-golfkampioenschap voor topamateurs. De resultaten tellen sinds 2006 mee voor de wereldranglijst. Voor de heren werd het toernooi opgericht in 1956, voor de dames in 1967. Luxemburg kent geen internationaal matchplay amateurkampioenschap.

## Achtergrond
Het toernooi wordt tegenwoordig georganiseerd door de Fédération Luxembourgeoise de Golf, die in 1991 werd opgericht. Zowel de heren als de dames hebben een eigen toernooi, dat gelijktijdig op dezelfde baan wordt gespeeld. Officieel heten deze het Luxembourg Amateur Championship & Luxembourg Ladies Amateur Championship. Na 36 holes is er een cut. De beste 48 heren en de beste 21 dames spelen de laatste ronde.
De Federatie bestond in 1991 uit drie clubs, de Golf-Club Grand-Ducal, de Kikuoka Country Club en de Golf-Club de Clervaux. In 1993 kwam daar de Golf-Club Gaichel bij en in 1994 de Golf de Luxembourg en de Golf-Club de Christnach. Het enige internationale toernooi dat de federatie organiseert is het Luxemburgs Amateur Kampioenschap, dat in 2010 door de heren voor de 65ste keer werd gespeeld en door de dames voor de 54ste keer.
Het toernooi wordt in juli gespeeld in dezelfde periode als het Europees Landen Team Kampioenschap. In 1991 eindigde Robert-Jan Derksen op de tweede plaats, in 2009 eindigde Martijn Vermei op de derde plaats.

## Winnaars
| Jaar | Baan                            | Heren                              | Dames                   | Info                             |
| ---- | ------------------------------- | ---------------------------------- | ----------------------- | -------------------------------- |
| 1977 |                                 | Victor Swane                       |                         |                                  |
| 1981 |                                 | Victor Swane                       |                         |                                  |
| 1991 |                                 | Nicolas Vanhootegem                |                         |                                  |
| 2006 |                                 | Steven Rojas                       |                         |                                  |
| 2007 |                                 | Stephan Wiedergrün                 |                         |                                  |
| 2008 |                                 | Christopher Mivis                  |                         |                                  |
| 2009 | Golf de Luxembourg, Junglinster | Chris Hunter                       | Nina Holleder           | Uitslag dames                    |
| 2010 | Golf de Luxembourg, Junglinster | Marc Dobias                        | Liebelei Lawrence       | Uitslag heren, Uitslag dames     |
| 2011 | Grand Ducal                     | Robbie van West                    | Olivia Cowan            | Uitslag heren, Uitslag dames     |
| 2012 | Grand Ducal                     | Niklas Koemer en Claas-Eric Borges | Nicole Broch Larsen     | Uitslag heren, Uitslag dames     |
| 2013 | Kikuoka CC                      | Edoardo Torrieri                   | Leena Makkonen          | Uitslag heren, Uitslag dames     |
| 2014 | Kikuoka CC                      | Kasper Hyldgaard                   | Helene Hviid Joergensen | Stand na ronde 2: dames en heren |